# Голова III
«Голова III» (англ. Head III) — картина британского художника ирландского происхождения Фрэнсиса Бэкона, созданная в 1949 году. Она написана маслом на холсте и входит в серию работ, созданных художником в том же году для своей первой персональной выставки в Ганноверской галерее, в Лондоне. Как и в других шести картинах этой серии на ней изображена бестелесная голова мужской фигуры, которая смотрит проницательным взглядом, который контрастирует с изолирующим, плоским, невзрачным фоном. Она также окутана туманными горизонтальными складками переднего плана, которые, кажется, играют роль клетки.
«Голова III» была впервые представлена публике в ноябре 1949 года на выставке в Ганноверской галерее и была создана по заказу одного из ранних покровителей Бэкона, Эрики Браузен. Все серия была написана в течение короткого периода времени, когда Бэкон был ограничен во времени, так как должен был закончить работу до начала выставки. Наиболее успешными с художественной точки зрения считаются первая, вторая и шестая версии этой серии, и при этом «Голова VI» — также новаторской и прямым предшественником многих пап Бэкона, создаваемых им в 1950-х годах. «Голова III» же интересна тем, что она является первой из серии, в которой Бэкон осваивает эффект горизонтальных складок, а двусмысленное выражение лица её субъекта служит отсылкой к «Портрету папы Иннокентия X» Диего Веласкеса, послужившему основным источником вдохновения для пап Бэкона.
Картина находится в частной коллекции, будучи проданной на аукционе Сотбис в 2013 году за £10 442 500.

## Описание

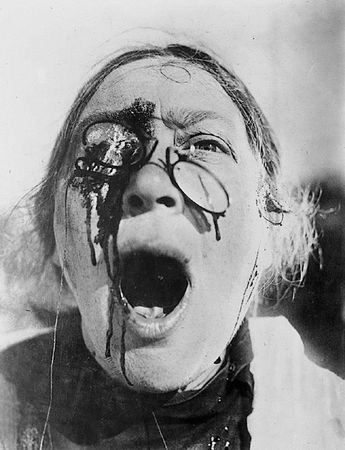
Кадр из немого фильма Сергея Эйзенштейна 1925 года «Броненосец „Потёмкин“»

Размеры полотна составляют 81 на 66 см. Возможно она является портретом Эрика Холла, любовника Бэкона. На картине, написанной с использованием техники гризайль, изображена голова лысого человека с рябым обесцвеченным лицом, частично скрытым прозрачными складками.
На лице запечатлено загадочное выражение. Холодные глаза, подчёркнутые яркими мазками цинковой белизны, глядят сквозь разбитые очки-пенсне. Это первый случай, когда в творчестве Бэкона появляется мотив разбитых стёкол, навеянный образом раненой медсестры из немого фильма 1925 года «Броненосец „Потёмкин“». Образ открытого рта кричащей медсестры из этого фильма также прослеживается и в других работах Бэкона, включая «Голову VI» и «Фрагмент распятия».

## История
На выставке 1949 года в Ганноверской галерее была представлена серия из шести голов, а также и четыре других важных ранних произведения Бэкона: «Три этюда к фигурам у подножия распятия», «Фигура в пейзаже», «Этюд для человеческого тела» (также известный как «Этюд для фигуры») и «Этюд для портрета» (также известный как «Человек в синей коробке»).
«Голова III» обычно интерпретируются как промежуточный этап от предварительных изображений в «Голове I» и «Голове II» к завершённому образу в «Голове VI», ставшей первой из картин Бэкона, содержащей отсылку к «Портрету папы Иннокентия X» Диего Веласкеса, написанному в 1650 году. «Голова III» стала первой из шести картин серии, проданной на выставке в Ганноверской галерее. Она была приобретена американским коллекционером произведений искусства Райтом Салтусом Ладингтоном (братом Чарльза Таунсенда Ладингтона) в октябре 1949 года, незадолго до открытия выставки в ноябре 1949 года. Позднее она была продана Эдвард Халтону, а затем прошла ещё через ряд частных коллекционеров. В 1985 году «Голова III» была представлена на ретроспективной выставке Бэкона в Галерее Тейт. В 2013 году она была продана аукционе Сотбис в Лондоне.

## Критика
«Голова III» была описана Уиндемом Льюисом в журнале «The Listener», как выполненная в лампово-чёрном монохромном цвете, цинковая белизна глаз монстра которой блестит на холодном осыпающемся сером лице. Льюис назвал Бэкона художником «Великого Гиньоля»: «рты в его головах — неприятные места, злые страсти делают из губ сверкающее белое месиво». Позднее он писал, что «часть головы гниёт в космосе».